# Giro del Trentino 2010
Il Giro del Trentino 2010, trentaquattresima edizione della corsa, si è svolto in quattro tappe, dal 20 al 23 aprile 2010, per un percorso totale di 521,1 km. La vittoria fu appannaggio del kazako Aleksandr Vinokurov, che completò il percorso in 13h50'23", precedendo gli italiani Riccardo Riccò e Domenico Pozzovivo.

## Tappe
| Tappa  | Data      | Percorso                                               | km    | Vincitore di tappa   | Leader cl. generale |
| ------ | --------- | ------------------------------------------------------ | ----- | -------------------- | ------------------- |
| 1ª     | 20 aprile | Riva del Garda > Torbole sul Garda (cron. individuale) | 12,5  | Aleksandr Vinokurov  | Aleksandr Vinokurov |
| 2ª     | 21 aprile | Dro > San Martino di Castrozza                         | 172,5 | Riccardo Riccò       | Aleksandr Vinokurov |
| 3ª     | 22 aprile | Fiera di Primiero > Trento                             | 164   | Alessandro Bertolini | Aleksandr Vinokurov |
| 4ª     | 23 aprile | Arco > Alpe di Pampeago                                | 172,1 | Domenico Pozzovivo   | Aleksandr Vinokurov |
| Totale | Totale    | Totale                                                 | 521,1 |                      |                     |

## Dettagli delle tappe

### 1ª tappa
- 20 aprile: Riva del Garda > Torbole sul Garda – Cronometro individuale – 12,5 km

Risultati
| Pos. | Corridore           | Squadra    | Tempo  |
| ---- | ------------------- | ---------- | ------ |
| 1    | Aleksandr Vinokurov | Astana     | 15'07" |
| 2    | Stefano Garzelli    | Acqua & S. | a 16"  |
| 3    | Matteo Montaguti    | De Rosa    | a 18"  |

| Pos. | Corridore           | Squadra    | Tempo  |
| ---- | ------------------- | ---------- | ------ |
| 1    | Aleksandr Vinokurov | Astana     | 15'07" |
| 2    | Stefano Garzelli    | Acqua & S. | a 16"  |
| 3    | Matteo Montaguti    | De Rosa    | a 18"  |

### 2ª tappa
- 21 aprile: Dro > San Martino di Castrozza – 172,5 km

Risultati
| Pos. | Corridore           | Squadra     | Tempo    |
| ---- | ------------------- | ----------- | -------- |
| 1    | Riccardo Riccò      | Ceramica F. | 4h47'59" |
| 2    | Aleksandr Vinokurov | Astana      | s.t.     |
| 3    | Ivan Basso          | Liquigas    | s.t.     |

| Pos. | Corridore           | Squadra | Tempo |
| ---- | ------------------- | ------- | ----- |
| 1    | Aleksandr Vinokurov | Astana  | ?     |

### 3ª tappa
- 22 aprile: Fiera di Primiero > Trento – 164 km

Risultati
| Pos. | Corridore            | Squadra    | Tempo    |
| ---- | -------------------- | ---------- | -------- |
| 1    | Alessandro Bertolini | Androni G. | 4h02'04" |
| 2    | Alessandro Petacchi  | Lampre     | a 2"     |
| 3    | Roberto Ferrari      | De Rosa    | s.t.     |

| Pos. | Corridore           | Squadra | Tempo |
| ---- | ------------------- | ------- | ----- |
| 1    | Aleksandr Vinokurov | Astana  | ?     |

### 4ª tappa
- 23 aprile: Arco > Alpe di Pampeago – 172,1 km

Risultati
| Pos. | Corridore          | Squadra     | Tempo    |
| ---- | ------------------ | ----------- | -------- |
| 1    | Domenico Pozzovivo | Colnago     | 4h44'54" |
| 2    | Riccardo Riccò     | Ceramica F. | a 3"     |
| 3    | Sergio Pardilla    | Carmiooro   | a 20"    |

| Pos. | Corridore           | Squadra     | Tempo     |
| ---- | ------------------- | ----------- | --------- |
| 1    | Aleksandr Vinokurov | Astana      | 13h50'23" |
| 2    | Riccardo Riccò      | Ceramica F. | s.t.      |
| 3    | Domenico Pozzovivo  | Colnago     | a 42"     |

## Classifiche finali

### Classifica generale
| Pos. | Corridore           | Squadra                         | Tempo     |
| ---- | ------------------- | ------------------------------- | --------- |
| 1    | Aleksandr Vinokurov | Astana Pro Team                 | 13h50'23" |
| 2    | Riccardo Riccò      | Ceramica Flaminia-Bossini Docce | s.t.      |
| 3    | Domenico Pozzovivo  | Colnago-CSF Inox                | a 42"     |
| 4    | Michele Scarponi    | Androni Giocattoli-Serramenti   | a 44"     |
| 5    | Ivan Basso          | Liquigas-Doimo                  | a 0'56"   |
| 6    | Sergio Pardilla     | Carmiooro-N.G.C.                | a 1'28"   |
| 7    | José Serpa          | Androni Giocattoli-Serramenti   | a 1'37"   |
| 8    | Vladimir Miholjević | Acqua & Sapone                  | a 1'41"   |
| 9    | Evgenij Petrov      | Team Katusha                    | a 1'51"   |
| 10   | Damiano Caruso      | De Rosa-Stac Plastic            | a 1'59"   |